# Lanspuntslangen
Lanspuntslangen (Bothrops) zijn een geslacht van slangen uit de familie adders (Viperidae) en de onderfamilie groefkopadders (Crotalinae).
Er zijn 46 verschillende soorten die voorkomen in tropische streken in delen van Noord- en Zuid-Amerika. De soorten komen voor van laaggelegen gebieden bij zeeniveau tot in hoge bergen boven de 2000 meter. Alle soorten zijn giftig, ze doden hun prooi door een beet en niet door verwurging.
Lanspuntslangen zijn verantwoordelijk voor de meeste slangenbeten bij mensen in delen van Zuid-Amerika. Soms loopt een beet dodelijk af, vooral als er geen medicatie wordt toegediend.

## Naamgeving
Lanspuntslangen danken hun Nederlandstalige naam aan de sterk versmalde kop die een beetje aan een lans doet denken. Ook in andere talen wordt een dergelijke naam gebruikt, zoals het Engelse 'lanceheads'. In de Engelse taal werd vroeger ook de Franse naam 'fer-de-lance' (speerpunt) gebruikt voor de hele groep, tegenwoordig wordt met deze naam alleen de soort Bothrops lanceolatus bedoeld. In het Duits wordt de groep aangeduid met 'Amerikanische Lanzenottern'.
De wetenschappelijke naam Bothrops betekent vrij vertaald 'gezicht met gaten', en slaat op de twee openingen boven de lip die dienen om warmte waar te nemen. Bothrops is afgeleid van de twee Griekse woorden bothros, dat opening betekent en ops, dat oog of gezicht betekent.
Veel soorten hebben een wetenschappelijke soortnaam die verwijst naar een bepaald lichaamskenmerk. Andere soorten zijn vernoemd naar een persoon; de naam Bothrops pirajai bijvoorbeeld is een eerbetoon aan de Braziliaanse parasitoloog en arts Piraja da Silva.

## Verspreiding en habitat
Lanspuntslangen komen voor in delen van zuidelijk Noord-Amerika, geheel Midden-Amerika en grote delen van Zuid-Amerika. De verschillende soorten komen voor in de landen Argentinië, Belize, Bolivia, Brazilië, Colombia, Costa Rica, Ecuador, Frans-Guyana, Guyana, Guatemala, Honduras, Mexico, Nicaragua, Panama, Paraguay, Peru, Suriname, Uruguay en Venezuela.
Van alle soorten komt een vierde (elf van de 44 soorten) endemisch voor in Brazilië.
De verschillende soorten kennen een afwijkende hoogteverspreiding; sommige soorten zijn alleen te vinden in laaggelegen gebieden terwijl andere soorten als uitgesproken bergbewoners kunnen worden gezien. Bothrops pulchra wordt gevonden op een hoogte van grofweg 1000 tot 2000 meter boven zeeniveau. De soort Bothrops lojanus komt in Ecuador in bergstreken voor tot 2200 meter boven zeeniveau. Een voorbeeld van een bewoner van laaggelegen delen dicht bij zeeniveau is de soort Bothrops insularis, die alleen voorkomt op het eiland Ilha da Queimada Grande nabij São Paulo. Deze soort heeft ook het kleinste verspreidingsgebied van alle lanspuntslangen, het eiland heeft namelijk een oppervlak van 47 vierkante kilometer.

## Uiterlijke kenmerken

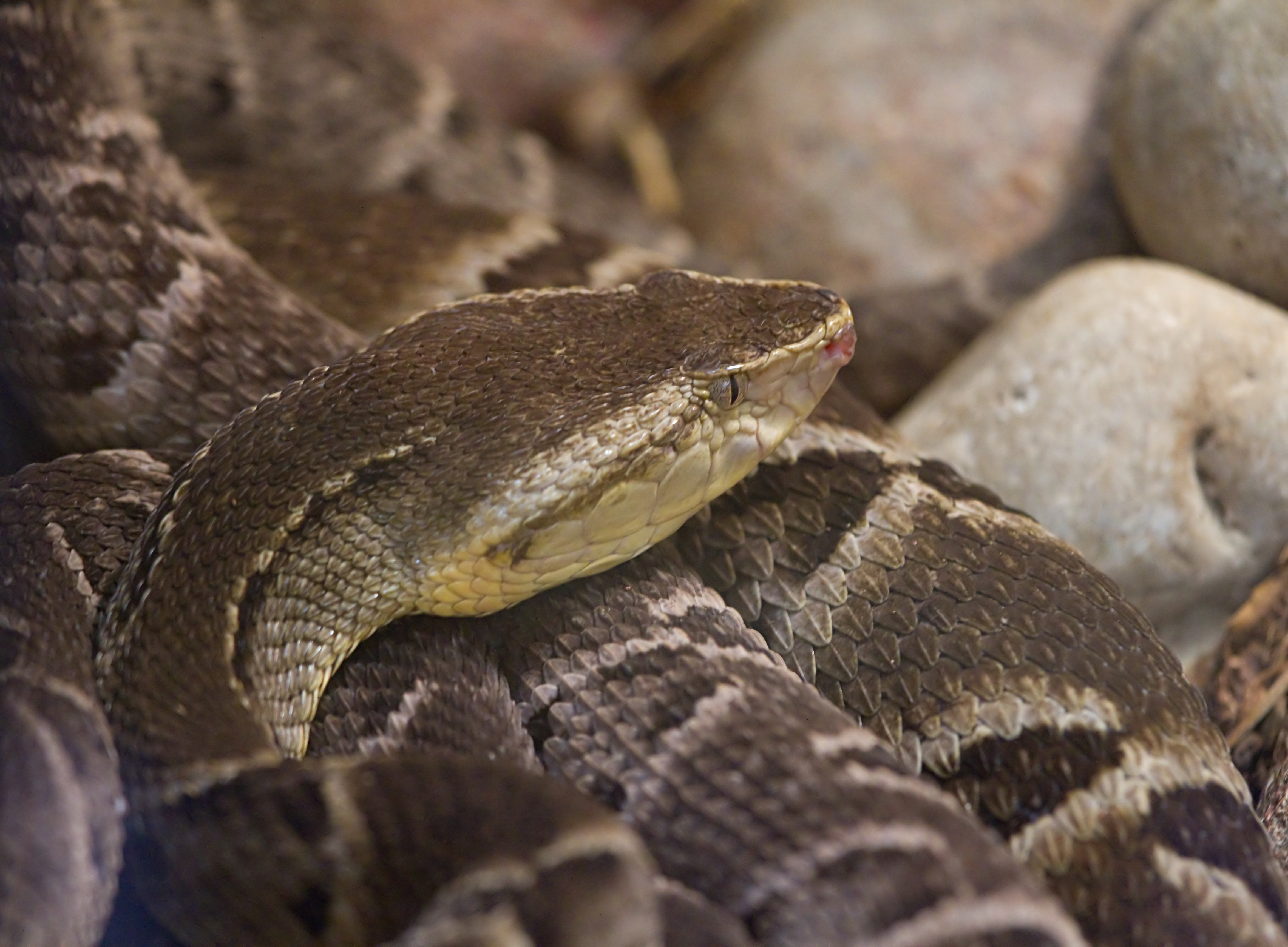
Bothrops moojeni in de dierentuin Cincinnati Zoo

Lanspuntslangen worden niet zo groot, de meeste soorten bereiken een lichaamslengte inclusief staart van ongeveer een meter tot anderhalve meter. Vrouwtjes worden gemiddeld groter en langer dan mannetjes. De kop is voorzien van grote, platte platen aan de zijkanten en kleine, gekielde schubben aan de bovenzijde. De schubben aan de bovenzijde van de kop overlappen elkaar sterk.
De bovenzijde van de kop is sterk afgevlakt, langs de rand van de bovenzijde van de kop is vaak een opstaande richel aanwezig die de bovenzijde duidelijk scheidt van de zijkanten van de kop. Het oog is ongeveer in het midden gepositioneerd, aan de bovenzijde is een dikke schub aanwezig die de supraoculaire schub wordt genoemd. Aan de snuitpunt is de rostrale schub aanwezig, die de voorzijde van de kop beschermt. Aan weerszijden van de rostrale schub zijn de neusgaten aanwezig. Het neusgat is gelegen in de nasale schub, deze vergrote schub steekt aan de voorzijde van het neusgat wat uit zodat de neusopening naar achteren gericht is. Hierdoor vallen de neusgaten niet erg op vanaf de voorzijde bezien. Iets onder het midden tussen het oog en het neusgat is aan iedere zijde een duidelijk veel grotere opening aanwezig die naar de voorzijde gericht is en duidelijk te zien is. De openingen maken deel uit van de groeforganen, aan de binnenzijde van de kop zijn zintuiglijke cellen aanwezig die warmtestraling kunnen waarnemen. Hierdoor kan de slang warmbloedige prooien in het duister toch goed 'zien'. Een dergelijk orgaan wordt gevonden bij alle groefkopadders.
Het lichaam van een lanspuntslang heeft vrijwel altijd een bruine tot grijze kleur met lichtere en donkere vlekken en of strepen, maar er zijn vele variaties. Sommige soorten kennen grijze, geelachtige, rode of zwarte kleuren, met variërende vlekken en strepenpatronen. Slechts enkele soorten hebben een groene kleur, zoals de in bomen levende Bothrops bilineata. De verschillende soorten lanspuntslangen zijn vaak moeilijk uit elkaar te houden. Aan de bovenzijde van het lichaam zijn enige tientallen rijen schubben gelegen, die de dorsale schubben worden genoemd. Ze zijn enigszins druppelachtig van vorm en zijn duidelijk gekield; iedere schub is voorzien van een opstaande richel in de lengtezijde. Dit maakt de schubbenhuid veel ruwer.
De staart van een lanspuntslang maakt vaak maar een klein deel uit van het lichaam. Het uiteinde van de staart draagt geen ratel, zoals bekend is van de Noord-Amerikaanse ratelslangen. Lanspuntslangen zijn zeer sterk verwant aan de ratelslangen, het belangrijkste verschil tussen de twee groepen is de ratel aan het uiteinde van de staart.

## Voedsel en vijanden

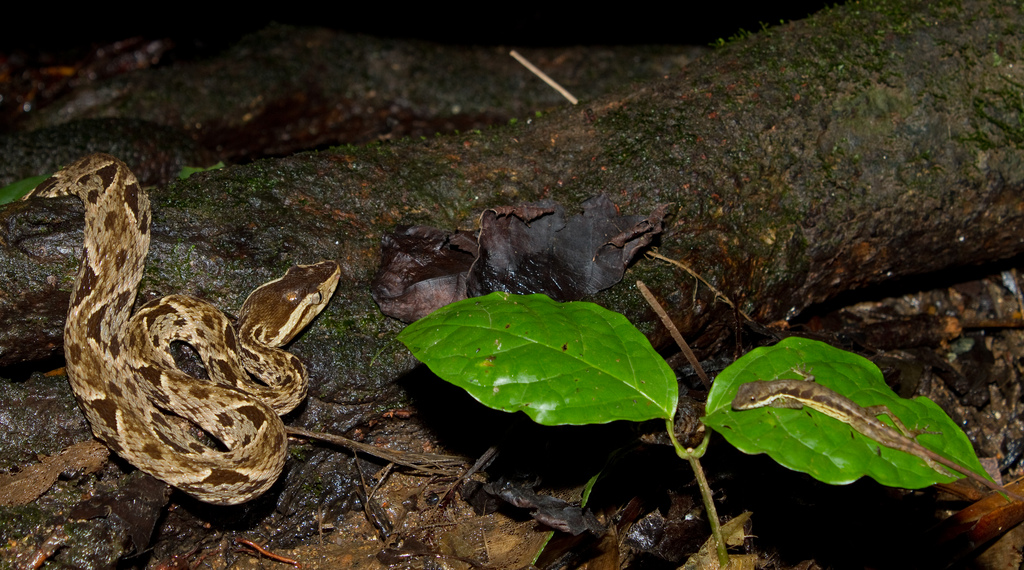
Bothrops asper in de natuurlijke habitat, Panama. Rechts van de slang is op het blad een anolis te zien.

Lanspuntslangen kunnen in bomen klimmen maar het zijn overwegend bodembewoners die in de bladeren van de strooisellaag hun prooi opwachten. Jongere exemplaren voeden zich hoofdzakelijk met kleinere gewervelde dieren, zoals kikkers, vogels en reptielen. Pas als ze volwassen zijn schakelen ze deels over op kleine zoogdieren. Van jonge exemplaren van Bothrops asper en de gewone lanspuntslang (Bothrops atrox) is bekend dat ze regelmatig duizendpoten eten. Dit zijn vrij grote geleedpotigen die zich stevig kunnen verweren met de kaken. Niet alle duizendpoten die in de maag van een lanspuntslang worden aangetroffen zijn echter door de slang zelf buitgemaakte prooidieren. De gewone lanspuntslang eet in sommige gebieden veel exemplaren van de slang Tantilla melanocephala, die op zijn beurt een specialist is in het eten van duizendpoten.
Lanspuntslangen hebben verschillende vijanden, zoals roofvogels, rovende zoogdieren en andere slangen. In Trinidad werd ooit de Egyptische ichneumon (Herpestes ichneumon) uitgezet om de rattenplaag op het eiland in te dammen. Van de ichneumon is ook bekend dat het giftige slangen aanvalt en dood en men hoopte dat ook lanspuntslangen en andere adders zoals de bosmeester in aantal zouden worden gedecimeerd. Bij een onderzoek naar de maaginhoud van 180 exemplaren van de ichneumon werden wel restanten van ratten gevonden, evenals resten van slangen maar nooit sporen van een adder.
Een belangrijke vijand van lanspuntslangen is de mussurana (Clelia clelia). Dit is een niet-giftige slang die veel groter wordt en zich hoofdzakelijk voedt met giftige slangen zoals adders. De mussarana is in tegenstelling tot de adders een wurgslang die zijn prooien eerst doodt door verstikking en daarna verslindt.

## Verdediging
Lanspuntslangen behoren tot de familie adders, waarvan alle soorten giftig zijn, en vrijwel alle soorten zijn ook gevaarlijk voor de mens. Lanspuntslangen zijn niet de giftigste soorten slangen, de giftigste soorten behoren tot de koraalslangachtigen (familie Elapidae). Lanspuntslangen zijn echter wel de gevaarlijkste slangen van Noord- en Midden-Amerika die zorgen voor de meeste beten. De giftige koraalslangen hebben vaak felle kleuren, zoals de platstaarten, of waarschuwen van tevoren, zoals de cobra's. Ook de verwante ratelslangen kennen zo'n waarschuwingssignaal door met de staart te ratelen. Lanspuntslangen hebben nooit felle kleuren en waarschuwen niet bij verstoring. Omdat ze zo goed gecamoufleerd zijn vallen ze niet op en men weet pas als een lanspuntslang in de buurt is als men er al heel dicht bij is. Daarnaast komen veel soorten algemeen voor, en zijn niet zeldzaam zoals alle slangen die in bijvoorbeeld Nederland voorkomen. Ten slotte hebben de dieren een voorkeur voor open gebieden, zoals akkers en velden, en niet voor dichte bossen. Hierdoor komen ze door hun habitatkeuze vaker in aanraking met mensen.
Vroeger liep een beet meestal fataal af vanwege de onderontwikkelde gezondheidszorg in veel Zuid-Amerikaanse landen. In Brazilië bijvoorbeeld stierven jaarlijks 3000 mensen aan een beet van een lanspuntslang. Van de huidige geschatte 25.000 slangenbeten per jaar in Brazilië is 56 procent afkomstig van een lanspuntslang. Ter vergelijking; 32% is afkomstig van een ratelslang en 1% wordt veroorzaakt door de bosmeester (Lachesis muta). In Colombia worden jaarlijks 2700 beten geregistreerd, hiervan is maar liefst 95% afkomstig van een lanspuntslang.
Het gif van lanspuntslangen is hemotoxisch, wat betekent dat het het bloed en de lichaamsweefsels aantast. Andere slangen -zoals de koraalslangachtigen- hebben een neurotoxisch gif, wat het zenuwstelsel verlamt.

## Voortplanting en ontwikkeling
Lanspuntslangen zijn eierlevendbarend, ze zetten dus geen eieren af maar de jongen komen levend ter wereld. Het aantal nakomelingen verschilt sterk, sommige soorten zetten relatief weinig jongen af, zoals de jararaca die gemiddeld 10 tot 14 jongen afzet per seizoen. De soorten Bothrops atrox en Bothrops asper zijn zeer vruchtbaar en kunnen tot 80 juvenielen per keer voortbrengen.
Lanspuntslangen kennen geen actieve vorm van broedzorg; als de juvenielen ter wereld komen staan ze er alleen voor. De jonge slangen zijn bij hun geboorte al voorzien van functionele giftanden en -klieren en zijn direct in staat om prooien te doden.
Na enkele jaren zijn de jonge slangen volwassen en kunnen zich voortplanten. De levensverwachting van de lanspuntslangen verschilt per soort, van de Bothrops asper is bekend dat in gevangenschap een leeftijd van 15 tot 21 jaar kan worden bereikt. In het wild worden de slangen echter veel minder oud door voedselschaarste, verwondingen of natuurlijk verval.

## Taxonomie en indeling
De groep werd voor het eerst wetenschappelijk beschreven door Johann Georg Wagler in 1824.
De indeling van de groefkopadders is al vele malen aan verandering onderhevig geweest, op basis van nieuwe inzichten. Verschillende soorten behoorden eerder tot andere geslachten. Een voorbeeld is de soort Bothrops chloromelas, die vroeger tot het geslacht van de bosmeesters (Lachesis) werd gerekend. Bothrocophias lojanus werd tot 2019 tot de lanspuntslangen gerekend.
Tegenwoordig worden 46 soorten erkend, inclusief de pas in 2021 wetenschappelijk beschreven soort Bothrops oligobalius.

### Soortenlijst
In de onderstaande tabel worden alle soorten weergegeven, inclusief de auteur en het verspreidingsgebied.
| Lijst van soorten lanspuntslangen | Lijst van soorten lanspuntslangen            | Lijst van soorten lanspuntslangen                                                        | Lijst van soorten lanspuntslangen                                                                  |
| Afbeelding                        | Naam                                         | Auteur                                                                                   | Verspreidingsgebied                                                                                |
| --------------------------------- | -------------------------------------------- | ---------------------------------------------------------------------------------------- | -------------------------------------------------------------------------------------------------- |
|                                   | Bothrops alcatraz                            | Marques Martins & Sazima, 2002                                                           | Brazilië                                                                                           |
|                                   | Hoefijzerlanspuntslang (Bothrops alternatus) | Duméril, Bibron & Duméril, 1854                                                          | Argentinië, Brazilië, Paraguay, Uruguay                                                            |
|                                   | Bothrops ammodytoides                        | Leybold, 1873                                                                            | Argentinië                                                                                         |
|                                   | Bothrops asper                               | Garman, 1883                                                                             | Belize, Colombia, Costa Rica, Ecuador, Guatemala, Honduras, Mexico, Nicaragua, Panama en Venezuela |
|                                   | Gewone lanspuntslang (Bothrops atrox)        | Linnaeus, 1758                                                                           | Bolivia, Brazilië, Colombia, Ecuador, Frans-Guyana, Guyana, Peru, Suriname, Trinidad, Venezuela    |
|                                   | Bothrops ayerbei                             | Folleco-Fernández, 2010                                                                  | Colombia                                                                                           |
|                                   | Bothrops barnetti                            | Parker, 1938                                                                             | Peru                                                                                               |
|                                   | Groene lanspuntslang (Bothrops bilineatus)   | Wied-Neuwied, 1825                                                                       | Bolivia, Brazilië, Colombia, Ecuador, Frans-Guyana, Guyana, Peru, Suriname, Venezuela              |
|                                   | Bothrops brazili                             | Amaral, 1923                                                                             | Bolivia, Brazilië, Colombia, Ecuador, Frans-Guyana, Guyana, Peru, Suriname, Venezuela              |
|                                   | Bothrops caribbaeus                          | Garman, 1887                                                                             | Kleine Antillen (alleen Saint Lucia)                                                               |
|                                   | Bothrops chloromelas                         | Boulenger, 1912                                                                          | Peru                                                                                               |
|                                   | Bothrops cotiara                             | Gomes, 1914                                                                              | Argentinië en Brazilië                                                                             |
|                                   | Bothrops diporus                             | Cope, 1862                                                                               | Argentinië, Brazilië en Paraguay                                                                   |
|                                   | Bothrops erythromelas                        | Amaral, 1923                                                                             | Brazilië                                                                                           |
|                                   | Bothrops fonsecai                            | Hoge & Belluomini, 1959                                                                  | Brazilië                                                                                           |
|                                   | Eilandlanspuntslang (Bothrops insularis)     | Amaral, 1921                                                                             | Brazilië                                                                                           |
|                                   | Bothrops itapetiningae                       | Boulenger, 1907                                                                          | Brazilië                                                                                           |
|                                   | Jararaca (Bothrops jararaca)                 | Wied-Neuwied, 1824                                                                       | Argentinië, Brazilië en Paraguay                                                                   |
|                                   | Jararacussu (Bothrops jararacussu)           | Lacerda, 1884                                                                            | Argentinië, Brazilië, Bolivia en Paraguay                                                          |
|                                   | Bothrops jonathani                           | Harvey, 1994                                                                             | Argentinië en Bolivia                                                                              |
|                                   | Bothrops lanceolatus                         | Bonnaterre, 1790                                                                         | Kleine Antillen (alleen Martinique)                                                                |
|                                   | Bothrops leucurus                            | Wagler, 1824                                                                             | Brazilië                                                                                           |
|                                   | Bothrops lutzi                               | Miranda-Ribeiro, 1915                                                                    | Brazilië                                                                                           |
|                                   | Bothrops marajoensis                         | Hoge, 1966                                                                               | Brazilië                                                                                           |
|                                   | Bothrops marmoratus                          | Da Silva & Rodrigues, 2008                                                               | Brazilië                                                                                           |
|                                   | Bothrops matogrossensis                      | Amaral, 1925                                                                             | Bolivia, Brazilië, Argentinië, Paraguay en Peru                                                    |
|                                   | Bothrops medusa                              | Sternfeld, 1990                                                                          | Venezuela                                                                                          |
|                                   | Bothrops monsignifer                         | Timms, Chaparro, Venegas, Salazar-valenzuela, Scrocchi, Cuevas, Leynaud & Carrasco, 2019 | Bolivia                                                                                            |
|                                   | Bothrops moojeni                             | Hoge, 1966                                                                               | Argentinië, Bolivia, Brazilië en Paraguay                                                          |
|                                   | Bothrops muriciensis                         | Ferrarezzi & Freire, 2001                                                                | Brazilië                                                                                           |
|                                   | Bothrops neuwiedi                            | Wagler, 1824                                                                             | Argentinië en Brazilië                                                                             |
|                                   | Bothrops oligobalius                         | Dal Vechio, Prates, Grazziotin, Graboski & Rodrigues, 2021                               | Brazilië                                                                                           |
|                                   | Bothrops oligolepis                          | Werner, 1901                                                                             | Bolivia en Peru                                                                                    |
|                                   | Bothrops osbornei                            | Freire-Lascano, 1991                                                                     | Ecuador en Peru                                                                                    |
|                                   | Bothrops otavioi                             | Barbo, Grazziotin, Sazima, Martins & Sawaya, 2012                                        | Brazilië                                                                                           |
|                                   | Bothrops pauloensis                          | Amaral, 1925                                                                             | Bolivia, Brazilië en Paraguay                                                                      |
|                                   | Bothrops pictus                              | Tschudi, 1845                                                                            | Peru                                                                                               |
|                                   | Bothrops pirajai                             | Amaral, 1923                                                                             | Brazilië                                                                                           |
|                                   | Bothrops pubescens                           | Cope, 1870                                                                               | Brazilië en Uruguay                                                                                |
|                                   | Bothrops pulcher                             | Peters, 1862                                                                             | Colombia en Ecuador                                                                                |
|                                   | Bothrops punctatus                           | Garcia, 1896                                                                             | Colombia, Ecuador en Panama                                                                        |
|                                   | Bothrops sanctaecrucis                       | Hoge, 1966                                                                               | Bolivia                                                                                            |
|                                   | Bothrops sazimai                             | Barbo, Gasparini, Almeida, Zaher, Grazziotin, Gusmão, Ferrarini & Sawaya, 2016           | Brazilië                                                                                           |
|                                   | Bothrops sonene                              | Carrasco, Grazziotin, Cruz-farfán, Koch, Ochoa, Scrocchi, Leynaud & Chaparro, 2019       | Peru                                                                                               |
|                                   | Bothrops taeniatus                           | Wagler, 1824                                                                             | Bolivia, Brazilië Colombia, Ecuador, Frans-Guyana, Guyana en Peru                                  |
|                                   | Bothrops venezuelensis                       | Sandner-Montilla, 1952                                                                   | Colombia en Venezuela                                                                              |